# الغدر (طليطلة)
الغُدُر أو (نقحرة: الغودور) هي مستوطنة صغيرة بين طليطلة أرنخويث في إسبانيا. تقع المنطقة داخل حدود بلدية أرنخويث وهي في منطقة مدريد. يبلغ عدد سكانها 14 نسمة  ولكن في أوجها في عشرينيات القرن الماضي كان هناك عدد أكبر من السكان وزُوّد المجتمع بمدرسة وكنيسة صغيرة.

## أنظر أيضا
- نهر الغُدر